# ТЕС OKI Pulp and Paper
2°45′5″ пд. ш. 105°16′46″ сх. д. / 2.75139° пд. ш. 105.27944° сх. д.
ТЕС OKI Pulp and Paper – теплова електростанція на індонезійському острові Суматра, яка належить до комплексу целюлозно-паперового комбінату. 
У 2016 році в районі Палембангу розпочав роботи целюлозний комбінат компанії OKI Pulp and Paper (належить до групи Asia Pulp and Paper), який має власне потужне енергетичне господарство. Тут встановили найбільший у світі содорегенераційний котел від австрійської Andritz, який спалює чорний натр (суміш органічних та неорганічних речовин, що залишається після варки целюлози) в обсягах 11,6 тисячі тонн на добу та здатен продукувати 2095 тонн пари на годину. Крім того, є два котли із бульбашковим киплячим шаром від фінської Valmet, що працюють на відходах перероблення деревини та здатні видавати по 410 тонн пари на годину.  
Частина виробленої пари використовується для живлення чотирьох турбін потужністю по 125 МВт.